# 喀什小檗
喀什小檗（学名：Berberis kaschgarica）为小檗科小檗属的植物。分布在俄罗斯以及中国大陆的新疆等地，生长于海拔1,900米至2,800米的地区，多生长于林缘、山坡、山谷阶地以及灌丛中，目前尚未由人工引种栽培。